# Прилукское викариатство

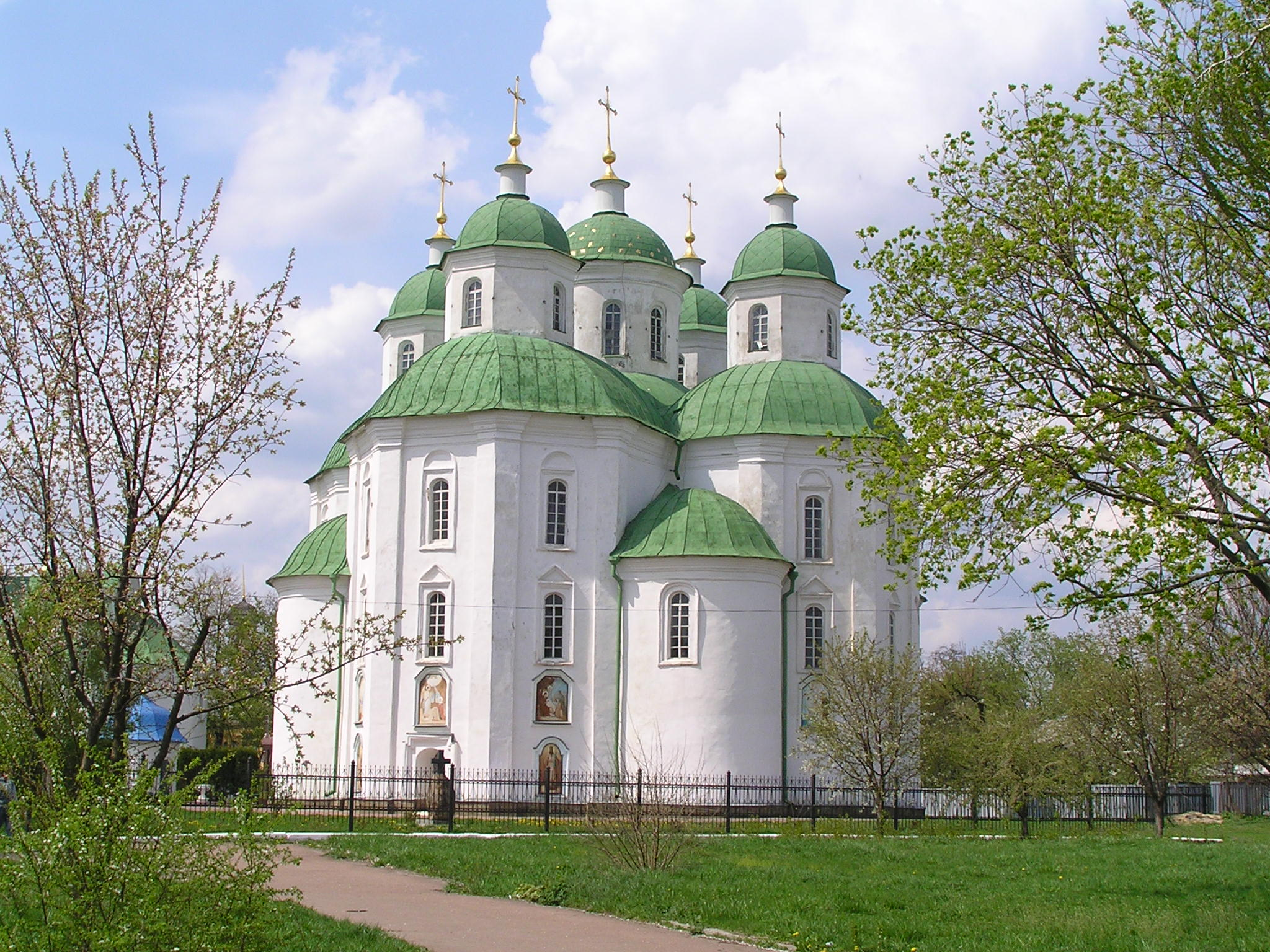
Собор Рождества Пресвятой Богородицы в Прилуках

Прилу́кское викариа́тство — викариатство Полтавской епархии Русской Православной Церкви.
Учреждено 31 марта 1884 года. Название получило по городу Прилуки Полтавской губернии. Пресеклось в 1928 году.

## Епископы
- 29 апреля 1884 — 14 ноября 1887 — Иларион (Юшенов)
- 6 августа 1894 — 30 ноября 1895 — Михаил (Грибановский)
- 30 ноября 1895 — 15 ноября 1896 — Тихон (Клитин)
- 26 января — 24 мая 1897 — Менандр (Сазонтьев)
- 17 августа 1897 — 6 ноября 1899 — Филипп (Бекаревич)
- 12 ноября 1899 — 12 августа 1904 — Гедеон (Покровский)
- 12 августа 1904 — 9 декабря 1905 — Гавриил (Голосов)
- 16 декабря 1905 — 3 января 1908 — Феодосий (Олтаржевский)
- 1 февраля 1908 — 19 ноября 1910 — Георгий (Ярошевский)
- 11 января 1911 — 13 ноября 1914 — Сильвестр (Ольшевский)
- 13 ноября 1914 — 16 октября 1917 — Неофит (Следников)
- 16 октября 1917 — март 1918 — Феодор (Лебедев)
- 1919 — конец 1922 — Феофилакт (Клементьев)
- 15 февраля — июль 1923 — Феодосий (Сергеев)
- 1924—1925 — Василий (Богдашевский)
- 25 августа 1925—1928 — Василий (Зеленцов)